# Víctor Mollejo
Víctor Mollejo Carpintero (Alcázar de San Juan, 21 januari 2001) is een Spaans voetballer die doorgaans als aanvaller speelt. Hij stroomde in 2019 door vanuit de jeugd van Atlético Madrid.

## Carrière
Mollejo speelde in de jeugd van CD Villa de Don Fabrique voordat hij werd aangetrokken door Atlético Madrid. Hier maakte hij op 19 januari 2019 zijn debuut in het profvoetbal, in een met 0-3 gewonnen wedstrijd uit tegen SD Huesca. Hij kwam in de 72e minuut in het veld voor de geblesseerd geraakte Koke. In 2019 werd hij verhuurd aan Deportivo La Coruña en een jaar later aan Getafe CF.

## Clubstatistieken
| Seizoen     | Club            | Competitie       | Competitie | Competitie | Beker | Beker | Internationaal | Internationaal | Totaal | Totaal |
| Seizoen     | Club            | Competitie       | Wed.       | Dlp.       | Wed.  | Dlp.  | Wed.           | Dlp.           | Wed.   | Dlp.   |
| ----------- | --------------- | ---------------- | ---------- | ---------- | ----- | ----- | -------------- | -------------- | ------ | ------ |
| 2018/19     | Atlético Madrid | Primera División | 4          | 0          | 0     | 0     | 0              | 0              | 4      | 0      |
| Club totaal | Club totaal     | Club totaal      | 4          | 0          | 0     | 0     | 0              | 0              | 4      | 0      |

Bijgewerkt t/m 28 juli 2019

## Persoonlijk
Mollejo lijdt aan de haaraandoening Alopecia areata. Hierdoor werd hij al op jonge leeftijd kaal.

## Interlandcarrière
Mollejo maakte deel uit van verschillende Spaanse nationale jeugdelftallen. Hij kwam uit voor Spanje –17 op het EK –17 van 2018 en won met Spanje –19 het EK –19 van 2019.

## Erelijst
| Europees kampioen –19 | 1x | 2019 |

1 Álvarez  ·
2 Zedadka ·
3 Amador ·
5 Grau ·
6 Francés ·
7 Valera ·
8 Aguado ·
9 Azón ·
10 Guti ·
11 Mesa ·
12 Bakış ·
13 Poussin ·
14 Serrano ·
15 Mouriño ·
17 Nieto ·
18 Gámez ·
19 Vallejo ·
20 Mollejo ·
21 Moya ·
22 Lecoeuche ·
23 Enrich ·
24 López ·
25 Badia ·
35 Rebollo ·
Coach: Velázquez